# 基督教香港信義會元朗信義中學

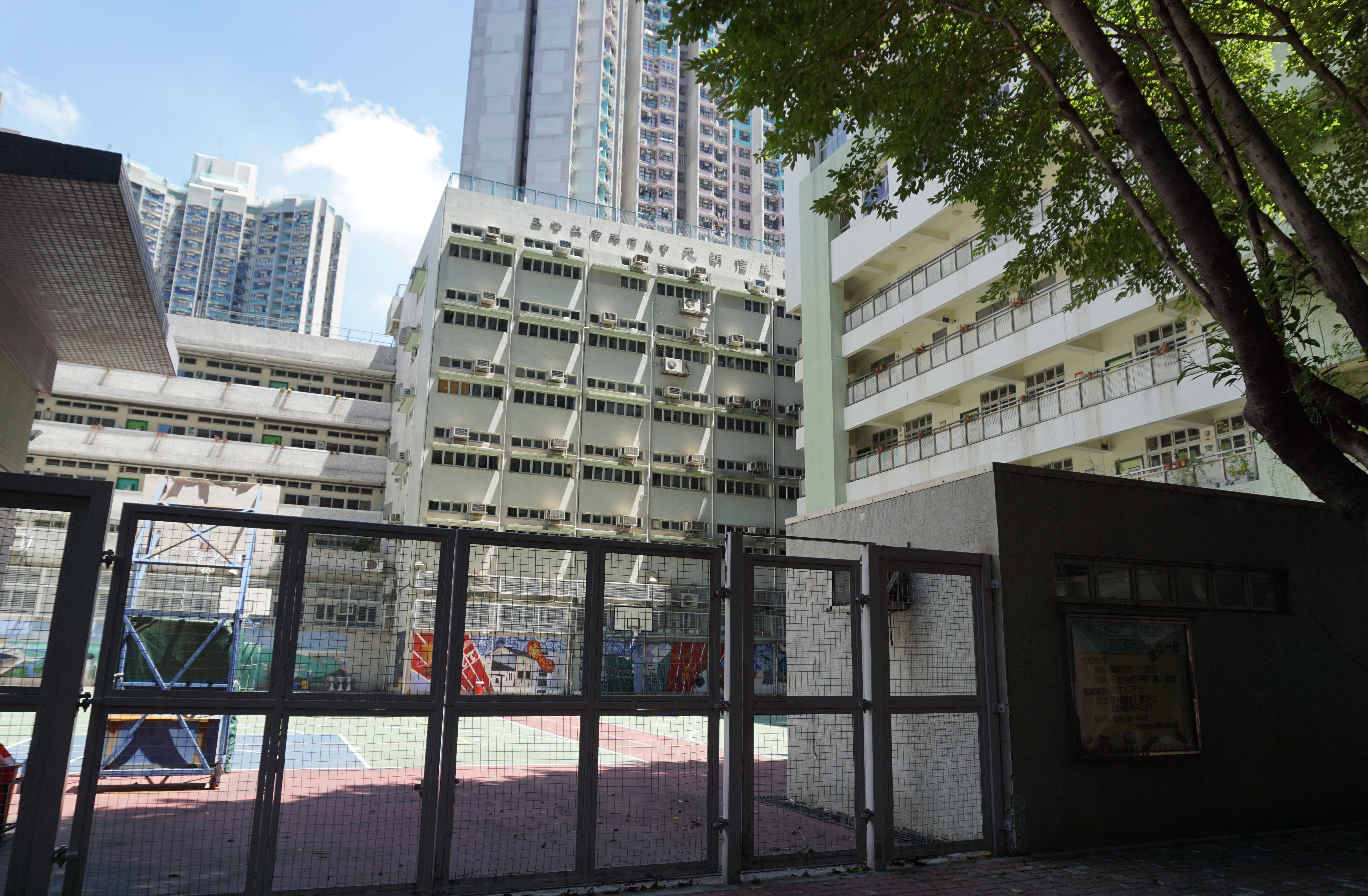
校舍北面

基督教香港信義會元朗信義中學（英語：The ELCHK Yuen Long Lutheran Secondary School，簡稱YLLSS）是一所位於香港新界天水圍的津貼男女英文中學，於1959年創立，1993年從元朗安信街校舍遷至天耀邨現址及改為全日制。

## 歷史
此校於1959年創立，初期為油麻地信義中學的分校，首八年均借用同系信義小學校舍上課，其後於1965年起籌建位於安信街的校舍，並於1967年啟用。
因第二代校舍仍不敷應用，只能維持半日制上課，此校獲批天耀邨的新建校舍，並於1993年4月起遷入。
於1998-2010年間，受制於「母語教學」政策，此校因未達標而一度只能以中文授課。直至2010年語言微調政策生效後，此校才得以恢復英文授課。

## 學校行政
實該校行校本管理，由家長、校友、教會及業外人士組成法團校董會。2004年6月獲教統局（今教育局）頒發「元朗區最高教學效能學校」獎，2008年特區政府肯定該校發展，時任特首曾蔭權特意到校進行探訪；該校繼2008年獲國際啟發潛能教育聯盟頒發「Inviting School Award」大獎後，於2010、2011、2013、2015及2017獲頒「Paula Helen Stanley Fidelity Award」。
歷任校監
- 袁哲思 牧師[5]
- 何其遠 先生[6]
- 馬寧熙 先生，MBE，JP[7]（？年－1995年）
- 林德晧 先生（1995年－？）[8]
- 曹瑞雲 女士[9]
- 戴浩輝 博士[10]
- 林一君 牧師

歷任校長
- 馬寧熙 先生，MBE，JP（1959年－1998年）[7]（1978-79年間曾兼任油麻地信義中學校長）
  -     - 袁哲思 牧師（1961年，署任校長）[5]
- 黃詠絮 女士（1998年－2005年）
- 陳苑湫 女士（2005年－2014年）
- 尹浩然 先生（2014年－今）

## 班級編制
元朗信義中學於2019-20學年一共設有30班，每級設5班，分別為A、B、C、D、E班。中一級暫不設「精英班」，英文有分六班，中二級及中三級則設「精英班」，每班大約30至40人。

## 教師資歷
教師已接受教育專業訓練，在中、英、數三個核心科目有60.6%的科任教師已接受專科訓練。在2007至2008年，100%英文科老師達英語語文能力要求及100%普通話老師達普通話語文能力要求。校內教師持有學士或以上學歷達93%，有33%的教師持有碩士或以上學歷，其中一位教師持有博士學歷。76.4%教師具有超過十年教學經驗。學校經常聘請及更換合約老師。現有3位外籍英語教師。

## 校舍
校舍分舊翼和新翼兩個部分：舊翼於1993年遷入時落成（亦是香港最後一座全連環型校舍，較首批靈活式校舍遲3年落成），新翼則於2005年9月啟用。舊翼有26個課室；新翼有6個課室，另有其他用途的課室，合共約有40個教室，並設有禮堂、小禮堂、演講廳(於2013年啟用)、圖書館、4個實驗室、2個電腦室、音樂室、美術室、地理科學室及家政室等其他學科專用教室。此外，校舍範圍已設有籃球場、排球場、羽毛球場、舞蹈室及健身室等體育設施。學校禮堂位於鄰近的天水圍官立中學禮堂之上，入口在4樓。

## 課外活動
該校積極開拓學生的國際視野，主辦多元化的全球教室活動，以不同主題推動跨學科學習。過去曾帶領學生前往中国大陆、台湾、日本（大阪、九州）、新加坡、美國、加拿大、英國、法國、德國、澳洲、新西蘭、韓國、等地進行考察及交流，目的是帶領他們走出課室，培育他們的世界觀。直至今日，該校已與16所海外學校締結學校關係，當中不少更設「兩地互訪制度」。此外，該校以全人教育的理念教導學生，在靈、德、智、體、群、美各範疇孜孜不伴栽培信義人，讓學生從中能體驗基督的愛，推動優良校風。該校亦着重宣揚關愛訊息，2005年獲「有心學校：最高服務時數學校」獎、2007年獲「卓越關愛校園」大獎。

### 社制
設有四個社別，四社名稱是各取「信義中學」一字而成。即為：
- 信社──顏色為黃色；英文名為Faith House，指「信念」。[11]
- 義社──顏色為藍色；原英文名為Right House，後改為Righteousness House，指「公義」。[11]
- 中社──顏色為綠色；原英文名為Middle House，後改為Loyalty House ，指「忠誠」。[11]
- 學社──顏色為橙色；原英文名為School House，後改為Diligence House ，指「勤學」。[11]

### 學會
共有14個學術學會，14個興趣學會（包括興趣小組），8組藝術組（戲劇組，創意藝術組等），6個服務隊伍（公益少年團，社會服務團等），以及3個制服團體（紅十字軍，女童軍和基督少年軍）。

## 著名/傑出校友
- 陳榮濂BBS，JP ：  香港浸會大學基金榮譽會董、立通機電工程有限公司董事長、九龍社團聯會名譽會長、香港台山同鄉總會創會理事長
- 陳吳明珍：張靜蘭遺產承辦人、仁愛堂諮議局委員
- 林樊潔芳: 教育統籌局前首席助理秘書長、心光盲人院暨學校院長、銅紫荊星章(BBS)
- 徐聯安：家庭與學校合作事宜委員會前主席、亨達集團前主席
- 封華冑：基督教香港信義會宏信書院前校長
- 洪細君：沙田崇真學校前校長、沙田文藝協會主席
- 麥子充: 香港科技大學化學工程及生物分子工程學系教授
- 鄧慶業BS：元朗區體育會第五屆大樓發展委員會副主席、元朗區議員
- 鄧宛珊：香港田徑代表隊
- 鄧亦峻：香港田徑代表隊
- 麥業成：元朗天水圍民主陣線主席、前元朗區議會議員
- 李靜儀：香港女子組合 Super Girls 成員
- 梁倩影：體育新聞主播
- Kevin Kwan：遵理學校經濟科補習名師
- 袁苡晴：語文學習及應試參考書作者、前遵理學校中國語文科補習名師
- 潘志明：中原地產工商舖董事總經理
- 麥釗：香港華英中學第三任校長
- 朱景玄，SBS，MH，JP（1971年中五）：香港教育界及政界人物
- 葉昇瓚：前無綫電視記者
- 陳霈錤（2016年中六）：2023香港小姐競選五強佳麗
- 梁國成（中七）：前香港籃球運動員、2015香港十大傑出青年
- 鄭梓浩（肄業）：香港男歌手

## 事件

### 校內發現子彈
1984年3月24日，此校一名女生在操場上發現兩枚手槍子彈，校方接報後隨即報警。及後，警員撿走子彈作進一步化驗。

### 香港逃犯條例爭議期間禁止學生穿黑衣
2019年9月，正值反對逃犯條例修訂草案運動期間，校方以廣播通知學生，指該月20日的「便服日」期間，學生不可以穿着全黑套裝回校，原因是「不要把政治帶入校園」、「尊重包容」等等，如果學生違規，會通知家長接走。有同學指學校從來沒有不許穿黑衣褲的規例，認為是次改動並未有徵詢學生意見，便下這道禁令，做法苛刻；亦有學生覺得校方於宣佈的語氣或內容上，均予學生施壓之感。當日記者訪問學生期間，有老師及校內牧師在校門守候，並以保護學生為理由，召集屋邨保安驅趕傳媒。

### 歌唱比賽文字獄事件
2021年7月，兩位中五同學在校內歌唱比賽，以樂隊Dear Jane的歌曲《銀河修理員》報名。該校賽規列明參賽歌詞不得涉愛情、吸煙飲酒等不良習慣、負面生命價值及政治議題。校方事前審核歌詞，指稱填詞人黃偉文填寫的歌詞有「亂世」與「對抗」等字眼，疑含有政治意思，只准同學唱改詞版的《疫情加油》。然而兩位同學晉身決賽之後，仍然唱出黃偉文填寫的原版歌詞，其中一人於演出後高呼「香港人加油」。校方指責他們「演唱未經審批的歌詞」而褫奪他們資格，並且記他們大過（以該校標準計，即9個缺點），禁止他們未來以該校學生身份參加任何校外比賽或活動，還逼使其中一人辭任其原來的學會主席職位，影響他們報考大學所需的課外活動履歷（OLE），又稱他們「騎劫歌唱比賽」，並重申「歌唱比賽不是宣洩個人情緒的地方」。副校長譚建勳回覆指，校方就上述事件不作任何回應。
當時正值樂隊Dear Jane以延續聖馬力諾之心精神名義，於2021年7月舉辦IG學校投票活動，選出最多讚好的學校申請作現場表演。事件發生前最多讚好的學校為高雷中學。事件被揭發後，不少網民及其他媒體發出網絡號召力，讚好信義中學，務求Dear Jane申請在該校表演，在短短3小時內成功收集約20萬讚好，超越當時排行榜第一位的高雷中學。
事後《銀河修理員》在中國QQ音樂於7月7日晚上約11時半被下架，導致事件在大陸社交媒體「微博」引起討論。有人認為歌曲下架與元朗信義中學事件有關；另一方面有網民不同意兩名中五同學行為，但對歌曲被下架感委屈。

## 外部連結
- 元朗信義中學官網 （页面存档备份，存于）（繁體中文）

## 另見
- 基督教香港信義會信義中學